# Maximilian Kleber
Maximilian Kleber (Würzburg, 29 gennaio 1992) è un cestista tedesco, di ruolo ala grande, professionista nella Bundesliga e nella Liga ACB, attualmente attivo nella NBA con i L.A. Lakers.

## Statistiche

### NBA

#### Regular Season
| Anno      | Squadra          | PG  | PT  | MP   | TC%  | 3P%  | TL%  | RP  | AP  | PRP | SP  | PP  |
| --------- | ---------------- | --- | --- | ---- | ---- | ---- | ---- | --- | --- | --- | --- | --- |
| 2017-2018 | Dallas Mavericks | 72  | 36  | 16,8 | 48,9 | 31,3 | 74,6 | 3,3 | 0,7 | 0,4 | 0,7 | 5,4 |
| 2018-2019 | Dallas Mavericks | 71  | 18  | 21,2 | 45,3 | 35,3 | 78,4 | 4,6 | 1,0 | 0,5 | 1,1 | 6,8 |
| 2019-2020 | Dallas Mavericks | 74  | 21  | 25,5 | 46,1 | 37,3 | 84,9 | 5,2 | 1,2 | 0,3 | 1,1 | 9,1 |
| 2020-2021 | Dallas Mavericks | 50  | 40  | 26,8 | 42,2 | 41,0 | 91,9 | 5,2 | 1,4 | 0,5 | 0,7 | 7,1 |
| 2021-2022 | Dallas Mavericks | 59  | 21  | 24,6 | 39,8 | 32,5 | 70,8 | 5,9 | 1,2 | 0,5 | 1,0 | 7,0 |
| 2022-2023 | Dallas Mavericks | 37  | 5   | 25,1 | 45,6 | 34,8 | 71,1 | 3,6 | 1,4 | 0,3 | 0,8 | 5,9 |
| 2023-2024 | Dallas Mavericks | 43  | 7   | 20,3 | 43,2 | 34,8 | 70,2 | 3,3 | 1,6 | 0,4 | 0,7 | 4,4 |
| 2024-2025 | Dallas Mavericks | 34  | 4   | 18,7 | 38,5 | 26,5 | 76,2 | 2,8 | 1,3 | 0,3 | 0,5 | 3,0 |
| Carriera  | Carriera         | 440 | 151 | 22,3 | 44,3 | 35,4 | 77,6 | 4,4 | 1,2 | 0,4 | 0,9 | 6,4 |

#### Play-off
| Anno     | Squadra          | PG | PT | MP   | TC%  | 3P%  | TL%  | RP  | AP  | PRP | SP  | PP  |
| -------- | ---------------- | -- | -- | ---- | ---- | ---- | ---- | --- | --- | --- | --- | --- |
| 2020     | Dallas Mavericks | 6  | 6  | 33,9 | 33,3 | 19,2 | 75,0 | 6,5 | 1,5 | 0,3 | 1,2 | 6,7 |
| 2021     | Dallas Mavericks | 7  | 4  | 26,8 | 40,0 | 40,0 | 71,4 | 3,6 | 1,4 | 0,4 | 0,0 | 5,3 |
| 2022     | Dallas Mavericks | 18 | 0  | 25,4 | 50,9 | 43,6 | 71,4 | 4,6 | 1,1 | 0,2 | 0,8 | 8,7 |
| 2024     | Dallas Mavericks | 13 | 0  | 16,8 | 41,0 | 42,9 | 66,7 | 1,9 | 1,0 | 0,2 | 0,3 | 3,7 |
| 2025     | L.A. Lakers      | 1  | 0  | 5,0  | 0,0  | 0,0  | 100  | 0,0 | 0,0 | 0,0 | 0,0 | 2,0 |
| Carriera | Carriera         | 45 | 10 | 23,8 | 44,2 | 38,6 | 72,9 | 3,8 | 1,2 | 0,3 | 0,6 | 6,3 |

#### Massimi in carriera
- Massimo di punti: 26 vs Orlando Magic (21 febbraio 2020)[1]
- Massimo di rimbalzi: 14 (3 volte)
- Massimo di assist: 6 vs Los Angeles Clippers (23 novembre 2021)
- Massimo di palle rubate: 4 vs San Antonio Spurs (16 gennaio 2019)
- Massimo di stoppate: 6 (2 volte)
- Massimo di minuti giocati: 42 vs Oklahoma City Thunder (2 febbraio 2022)

### Eurocup
| Anno      | Squadra       | PG | PT | MP   | TC%  | 3P%  | TL%  | RP  | AP  | PRP | SP  | PP  |
| --------- | ------------- | -- | -- | ---- | ---- | ---- | ---- | --- | --- | --- | --- | --- |
| 2015-2016 | Bayern Monaco | 4  | 1  | 17,6 | 33,3 | 25,0 | 100  | 3,8 | 1,2 | 0,8 | 0,8 | 5,5 |
| 2016-2017 | Bayern Monaco | 17 | 17 | 23,1 | 49,6 | 44,0 | 82,9 | 6,6 | 1,4 | 0,9 | 0,9 | 9,7 |
| Carriera  | Carriera      | 21 | 18 | 22,1 | 47,4 | 41,4 | 86,0 | 6,1 | 1,3 | 0,9 | 0,9 | 8,9 |

## Palmarès
- All-Eurocup Second Team: 1

Bayern Monaco: 2016-17